# Asociația Sportivă Peleș

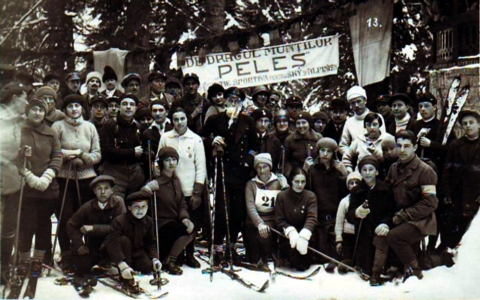
poză de grup la finalul unui concurs organizat de Asociația Sportivă Peleș (1926); in centru: Principele Nicolae; in dreapta jos, cpt. Ioan Dem. Dimăncescu, președintele asociației

Asociația Sportivă Peleș a fost o organizație sportivă interbelică având ca scop dezvoltarea sporturilor de iarnă și a alpinismului în România.

## Istoric
Constituită în anul 1923 de către un grup de entuziaști condus de Ioan Dem. Dimăncescu și Decebal Mateescu (cronologic și primii doi președinți ai organizației), asociația a fost sprijinită pe parcursul anilor de către Primăria orașului Sinaia, Batalionul 1 de Vânători de Munte, precum și de către membrii familiei regale.
Cele mai importante secții erau cele de schi, saniuțe și bob. Ca membră afiliată la Federația Societăților Sportive din România (FSSR), pe lângă activitatea de popularizare și inițiere în sporturile de iarnă, Asociația Sportivă Peleș a organizat numeroase concursuri și campionate naționale . Cel mai cunoscut sportiv care s-a format în asociație a fost Constantin Ciocoiu, multiplu campion de schi, sanie și skeleton între anii 1929-1940.